# 풍식

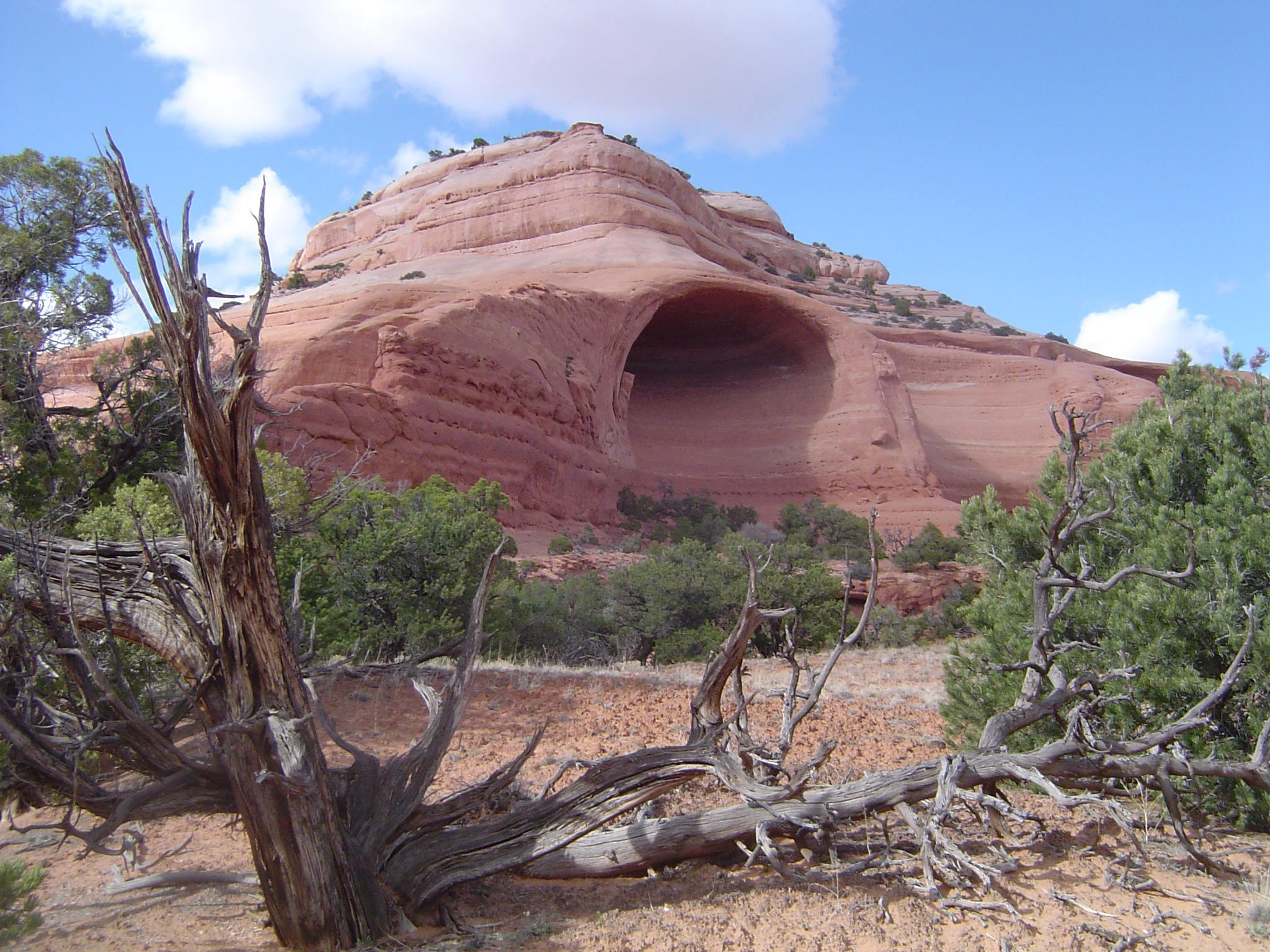
풍식으로 이루어진 나바조 사암, 미국 유타주 모아브에 있다.

풍식(風蝕; 문화어: 바람깎기)은 바람의 작용에 의한 토양의 박리, 운반, 퇴적작용으로, 이동과 재퇴적 작용에 의해 균일한 층이 생기거나 국소적으로 움푹 파인곳이나 사구가 형성된다.